# James D. R. Hickox
Pour les articles homonymes, voir Hickox.
James D. R. Hickox est un réalisateur, producteur et scénariste britannique, né en 1965.

## Filmographie
- 1995 : Les Démons du maïs 3 : Les Moissons de la terreur
- 1999 : The Storytellers
- 2000 : Blood Surf
- 2009 : Croc d'or (téléfilm)